# John Grabow
John William Grabow (né le 4 novembre 1978 à Arcadia, Californie, États-Unis) est un ancien lanceur gaucher des Ligues majeures de baseball. Il joue pour les Pirates de Pittsburgh de 2003 à 2009 et pour les Cubs de Chicago de 2009 à 2011.

## Carrière
John Grabow joue au baseball pour son école secondaire, le San Gabriel High School. Il est repêché le 3 juin 1997 par les Pirates de Pittsburgh dès la fin de ses études secondaires. Après avoir passé plus de six années au sein des clubs-écoles de l'organisation des Pirates, Grabow fait ses débuts en Ligue majeure le 14 septembre 2003. Il s'installe alors durablement au sein de la rotation des lanceurs de relève des Pirates.
John Grabow prolonge son contrat chez les Pirates d'une saison le 20 janvier 2009, lui assurant 2,3 millions de dollars de revenus en 2009. 
Il est sélectionné en équipe des États-Unis pour participer à la Classique mondiale de baseball 2009. Il enregistre à l'occasion de ce tournoi une moyenne de points mérités de 2,08.
Le 30 juillet 2009, Grabow est échangé aux Cubs de Chicago en compagnie d'un autre lanceur gaucher, Tom Gorzelanny. En retour, les Cubs cèdent aux Pirates le lanceur droitier Kevin Hart et deux joueurs des ligues mineures (le lanceur droitier Jose Ascanio et le troisième-but Josh Harrison). En novembre 2009, il signe un nouveau contrat de deux ans avec les Cubs.
Le 19 décembre 2011, Grabow signe un contrat des ligues mineures avec les Dodgers de Los Angeles. Il est libéré par les Dodgers le 26 mars 2012.

## Statistiques
| Saison | Équipe       | G   | GS | CG | SHO | V  | D  | SV | IP    | SO  | ERA  |
| ------ | ------------ | --- | -- | -- | --- | -- | -- | -- | ----- | --- | ---- |
| 2003   | Pittsburgh   | 5   | 0  | 0  | 0   | 0  | 0  | 0  | 5.0   | 9   | 3,60 |
| 2004   | Pittsburgh   | 68  | 0  | 0  | 2   | 5  | 0  | 0  | 61.2  | 64  | 5,11 |
| 2005   | Pittsburgh   | 63  | 0  | 0  | 2   | 3  | 0  | 0  | 52.0  | 42  | 4,85 |
| 2006   | Pittsburgh   | 72  | 0  | 0  | 4   | 2  | 0  | 0  | 4.13  | 66  | 4,13 |
| 2007   | Pittsburgh   | 63  | 0  | 0  | 3   | 2  | 0  | 0  | 51.2  | 42  | 4,53 |
| 2008   | Pittsburgh   | 74  | 0  | 0  | 6   | 3  | 0  | 0  | 76.0  | 62  | 2,84 |
| 2009   | Pittsburgh   | 45  | 0  | 0  | 3   | 0  | 0  | 0  | 47.1  | 41  | 3,42 |
| 2009   | Chicago Cubs | 30  | 0  | 0  | 0   | 0  | 0  | 0  | 25.0  | 16  | 3,24 |
| 2010   | Chicago Cubs | 28  | 0  | 0  | 0   | 1  | 3  | 0  | 25.2  | 20  | 7,36 |
| Totaux | Totaux       | 448 | 0  | 0  | 0   | 21 | 18 | 6  | 414.0 | 362 | 4,24 |

Note : G = Matches joués ; GS = Matches comme lanceur partant ; CG = Matches complets ; SHO = Blanchissages ; 
V = Victoires ; D = Défaites ; SV = Sauvetages ; IP = Manches lancées ; SO = Retraits sur des prises ; ERA = Moyenne de points mérités.